# Groß Grönau
Groß Grönau là một đô thị thuộc huyện Lauenburg, trong bang Schleswig-Holstein, nước Đức. Đô thị Groß Grönau có diện tích 4,9 km², dân số thời điểm 31 tháng 12 năm 2006 là 3547 người.